# Comanche (Texas)
Comanche è una città della contea di Comanche, di cui ne è anche il capoluogo, nello Stato del Texas, negli Stati Uniti. Secondo il censimento del 2020, possedeva una popolazione di 4 211 abitanti.

## Geografia fisica
Secondo l'Ufficio del censimento degli Stati Uniti, ha una superficie totale di 4,56 mi² (11,81 km²).

## Storia
La città è stata fondata nel 1858, quando John Duncan donò 240 acri lungo l'Indian Creek per la fondazione di un insediamento come capoluogo della contea. Nel maggio del 1859 divenne il capoluogo della contea, in sostituzione dell'ex capoluogo di Cora. Nel 1873 iniziarono le pubblicazioni del giornale locale, il Comanche Chief. La città è stata riconosciuta nel 1873. Nel 1892 Comanche aveva una popolazione di 2 500 abitanti, una linea ferroviaria della Fort Worth and Rio Grande Railway, una fermata per le diligenze e varie attività commerciali.

## Società

### Evoluzione demografica
Secondo il censimento del 2020, la popolazione era di 4 211 abitanti. Al precedente censimento, quello del 2010, la popolazione era di 4 335 abitanti.

### Etnie e minoranze straniere
Secondo il censimento del 2020, la composizione etnica della città era formata dal 53,62% di bianchi, lo 0,43% di afroamericani, lo 0,45% di nativi americani, lo 0,57% di asiatici, lo 0,02% di oceaniani, lo 0,09% di altre etnie e il 2,28% di due o più etnie. Ispanici o latinos di qualunque etnia erano il 42,53% della popolazione.

## Cultura
L'istruzione nella città di Comanche è fornita dal Comanche Independent School District.